# Jamnicka Siklawa
Jamnicka Siklawa (słow. Jamnícky vodopád)  – wodospad w Dolinie Jamnickiej w Tatrach Zachodnich. Znajduje się w dolnej części bezimiennego potoku spływającego spod szczytu Wyżniej Magury w grani Otargańców. Potok ten w górnej części ma dwa cieki spływające po obydwu stronach zachodniej grzędy Wyżniej Magury. Mniej więcej w połowie wysokości stoków łączą się one w jeden potok. Najniższa część stoków Wyżniej Magury jest stromo podcięta i potok tworzy na nich wodospad, poniżej rozdroża Zahrady uchodzący do Jamnickiego Potoku.
Nazwę wodospadu podaje polska mapa turystyczna. Na mapie słowackiej wodospad jest zaznaczony, jednak nie ma nazwy. Wodospady znajdują się także na dwóch sąsiednich na południe potokach spływających z Otargańców do Jamnickiego Potoku.